# ラリー・ヘニング
ラリー・ヘニング（Larry "The Axe" Hennig、本名：Lawrence Henry Hennig、1936年6月18日 - 2018年12月6日）は、アメリカ合衆国のプロレスラー。ミネソタ州ミネアポリス出身。
"ミスター・パーフェクト" カート・ヘニングの父親であり、カーティス・アクセルことジョー・ヘニングの祖父。技巧派の息子や孫とは対照的に重量級のラフ&パワーファイターとして活躍した。ファミリーネームはスペリングの通り「ヘニッグ」が原音に近い表記だが、本項では日本で定着している表記を使用する。

## 来歴
ミネソタ州立大学ではレスリングとアメリカンフットボールで活躍したが、在学中に結婚して子供が生まれ、家族を養うために中退。大学の先輩バーン・ガニアの指導のもと、1956年にプロレスラーとしてデビューする。1960年、地元ミネアポリスでガニアが興したAWAに参戦。1962年1月にはデューク・ホフマンと組んでAWA世界タッグ王座争奪トーナメントに出場、決勝でカルミコフ兄弟を破りタッグ王者となった。
同年4月、力道山時代の日本プロレスに初来日し、『第4回ワールド大リーグ戦』に出場。リーグ戦では同時来日したルー・テーズ、ディック・ハットン、フレッド・ブラッシーとも対戦している。北欧系の出自であることからバイキングのギミックでも活動しており、日本でも「バイキングの末裔」などと紹介され「北海の獅子王」の異名を付けられた。1964年にはAWAを離れ、NWA圏のテキサス州アマリロ地区に進出。フリッツ・フォン・エリックと組み、2月25日に行われたトーナメントの決勝でワフー・マクダニエル&ダン・ミラーを下してアマリロ版のNWA北米タッグ王座を獲得したが仲間割れ。同じギミックのザ・バイキング（ボブ・モーゼ）を新パートナーに、仲間割れ後の新王者チーム決定戦でエリック&ケン・ルーカスを破り、改めて戴冠した。
アマリロでは風貌と体型が似通った若手のハーリー・レイスと意気投合して、レイスを新パートナーにAWAに凱旋。"プリティ・ボーイ" ラリー・ヘニング（"Pretty Boy" Larry Hennig）と "ハンサム" ハーリー・レイス（"Handsome" Harley Race）というギャング風のニックネームを冠したヒールの極道コンビとして悪名を高め、1965年1月30日に元祖・極道コンビのディック・ザ・ブルーザー&クラッシャー・リソワスキーを破り、AWA世界タッグ王座に返り咲く。以降もブルーザー&クラッシャーを相手に、同タイトルを巡る熾烈な抗争を展開した。1966年にはレイスと共にオーストラリア（ジム・バーネット主宰のワールド・チャンピオンシップ・レスリング）にも遠征し、豪州版の初代IWA世界タッグ王者チームに認定されている。
レイスとのコンビ解消後は1970年11月、国際プロレスに来日。11月19日の足利大会にて、ボブ・ウインダムと組んでグレート草津&サンダー杉山から国際プロレス版のIWA世界タッグ王座を奪取した。シリーズ最終戦の12月12日、台東区体育館にて草津と杉山に奪還されるも、シリーズ中は草津&杉山、杉山&ラッシャー木村、草津&木村を相手に3回の防衛に成功し、一時はタイトルの海外流出が危ぶまれた。戴冠中の12月10日には、群馬県吉井町にて杉山が保持していたIWA世界ヘビー級王座にも挑戦している。
その後もAWAを主戦場に、1972年にはヒール時代のダスティ・ローデスともタッグを組んだ。1973年1月には国際プロレスに再来日。ザ・プロフェッショナルをパートナーにIWA世界タッグ王座への返り咲きを狙い、1月25日に板橋区体育館にて新王者チームの草津&ストロング小林に挑戦している。同年下期からはキャプテン・ルー・アルバーノをマネージャーに迎えてWWWFに登場、11月12日にニューヨークのマディソン・スクエア・ガーデンにて、ペドロ・モラレスのWWWFヘビー級王座に挑戦した。翌1974年1月30日にはボルティモアのシビック・センターにて、前年12月10日にスタン・スタージャックを破ってWWWF王者に返り咲いたブルーノ・サンマルチノにも挑戦している。
WWWFサーキットを終えるとAWAに戻り、ラリー "ジ・アックス" ヘニング（Larry "The Axe" Hennig）を名乗ってベビーフェイスに転向。以降1970年代全般に渡り、ニック・ボックウィンクル、レイ・スティーブンス、スーパースター・ビリー・グラハム、バロン・フォン・ラシク、ボリス・ブレジニコフ、バリアント・ブラザーズ、ブラックジャック・ランザ、ボビー・ダンカン、スーパー・デストロイヤー、アンジェロ・モスカ、ロード・アルフレッド・ヘイズなどのヒール勢と抗争を繰り広げた。
この間、日本へは1976年10月末から12月にかけて新日本プロレスに参戦して、アントニオ猪木とシングルマッチで2回対戦。12月8日には横浜文化体育館にて、パット・パターソンと組んで坂口征二&ストロング小林の北米タッグ王座に挑戦した。1981年には、11月末より開幕した全日本プロレスの『'81世界最強タッグ決定リーグ戦』にハーリー・レイスとの往年の名チームで出場、昭和の4団体への全参加を果たす。当時のヘニングは体力的にピークを過ぎており、かつての弟分レイスのフォローを仰ぐ形となったが、ブルーザー・ブロディやタイガー・ジェット・シンを相手に一歩も退かない貫禄を見せた。大会中は、ドリー・ファンク・ジュニアとのシングルマッチも行われている。

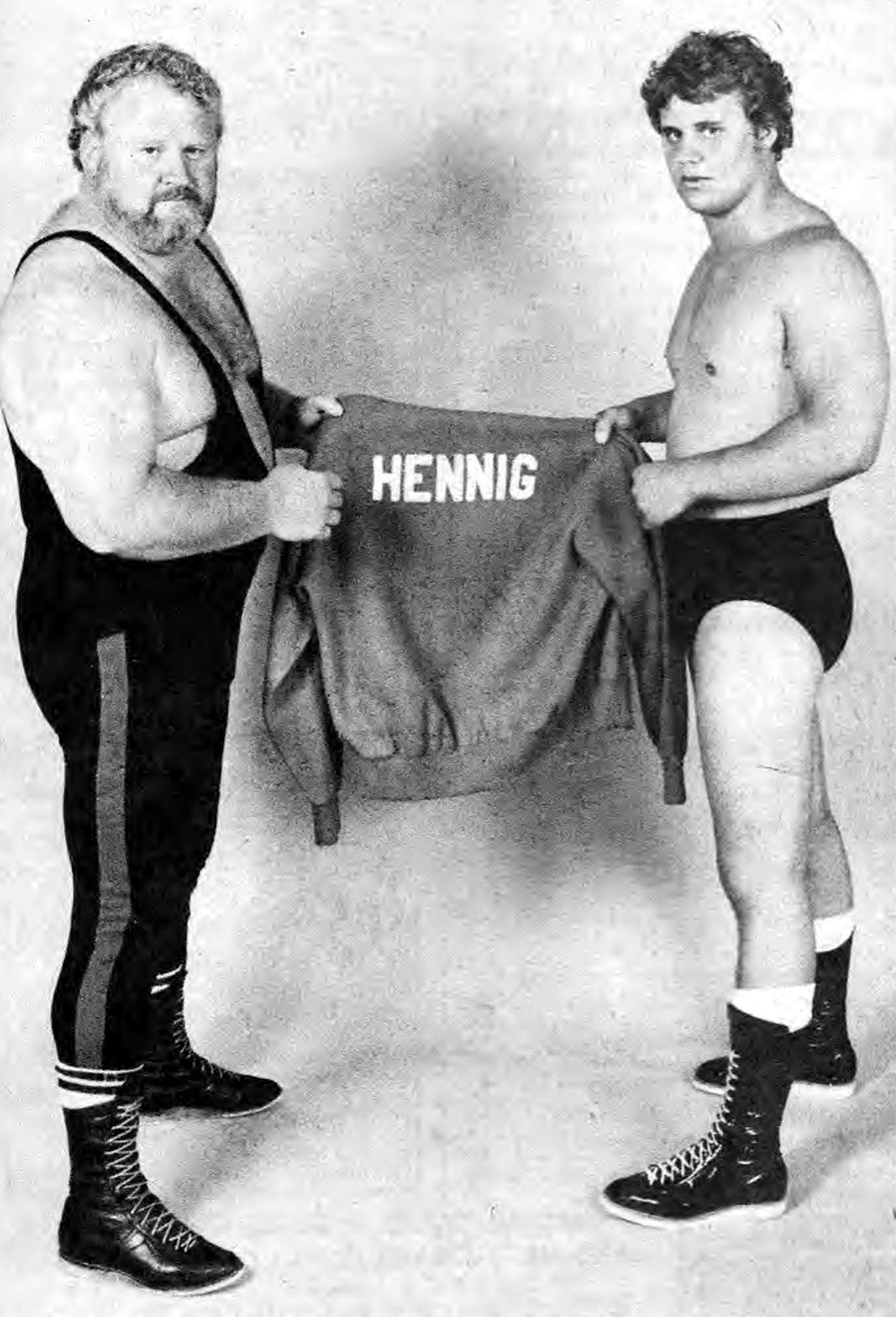
右は息子のカート・ヘニング（1981年）

1980年代に入り息子のカート・ヘニングがデビューすると親子タッグを組むようになり、1982年4月27日にオレゴン地区で、リップ・オリバー&マット・ボーンを破りNWAパシフィック・ノースウエスト・タッグ王座を獲得。AWAではキャリア末期の1985年にロード・ウォリアーズとも抗争した。引退後の1990年代末には、カートが参戦していたWCWのリングサイドに姿を見せたことがある。
引退後はミネソタ州のセントクラウドに居住して不動産会社を経営。2007年3月31日にはWWE殿堂に迎えられたカート・ヘニングの顕彰セレモニーに出席した。同席したカートの息子である孫のジョー・ヘニングも同年7月にプロレスラーとしてデビューしている。
2018年12月6日、腎不全により死去。

## 得意技
- エルボー・ドロップ
- ビッグ・スプラッシュ
- ランニング・フォアアーム・スマッシュ
- ベアハッグ

## 獲得タイトル
アメリカン・レスリング・アソシエーション
- AWA世界タッグ王座：4回（w / デューク・ホフマン、ハーリー・レイス×3）[4]
- AWA中西部タッグ王座：1回（w / ラーズ・アンダーソン）[22]

NWAウエスタン・ステーツ・スポーツ
- NWAテキサス・ブラスナックル王座（アマリロ版）：1回[23]
- NWA北米タッグ王座（アマリロ版）：2回（w / フリッツ・フォン・エリック、ザ・バイキング）[8]

パシフィック・ノースウエスト・レスリング
- NWAパシフィック・ノースウエスト・タッグ王座：1回（w / カート・ヘニング）[18]

ワールド・チャンピオンシップ・レスリング
- IWA世界タッグ王座（オーストラリア版）：1回（w / ハーリー・レイス）[9]

インターナショナル・レスリング・エンタープライズ
- IWA世界タッグ王座（国際プロレス版）：1回（w / ボブ・ウインダム）[10]